# توماج شالامون
توماج شالامون (بالسلوفينية: Tomaž Šalamun) شاعر سلوفيني (4 يوليو 1941 في زغرب – 27 ديسمبر 2014 في لوبلانا). نشر أكثر من ثلاثين كتاب شعر باللغة السلوفينية. ترجمت أعماله إلى أكثر من 20 لغة. فاز بجائزة مهرجان أوفيد في سنة 2004 وجائزة الإكليل الذهبي في سنة 2009.

## سيرته
ولد في زغرب، ثم انتقلت عائلته إلى لوبلانا، حيث درس في جامعة لوبلانا تاريخ الفنون. نشرت أول قصائده في مجلة بيرسبيكتيفا التي كان يعمل محرراً فيها، ونتيجة ذلك أغلقت السلطات اليوغوسلافية المجلة وأوقفت الشاعر لمدة بضعة أيام.
في السبعينات سافر توماج شالامون إلى الولايات المتحدة وعمل فترة ملحقاً ثقافياً في القنصلية العامة لسلوفينيا في نيويورك.
يعيش في لوبلانا.